# Haveri
Haveri è una città dell'India di 55.900 abitanti, capoluogo del distretto di Haveri, nello stato federato del Karnataka. In base al numero di abitanti la città rientra nella classe II (da 50.000 a 99.999 persone).

## Geografia fisica
La città è situata a 14° 48' 0 N e 75° 24' 0 E e ha un'altitudine di 571 m s.l.m.

## Società

### Evoluzione demografica
Al censimento del 2001 la popolazione di Haveri assommava a 55.900 persone, delle quali 28.577 maschi e 27.323 femmine. I bambini di età inferiore o uguale ai sei anni assommavano a 6.989, dei quali 3.594 maschi e 3.395 femmine. Infine, coloro che erano in grado di saper almeno leggere e scrivere erano 39.295, dei quali 21.743 maschi e 17.552 femmine.